# Prachov
Prachov je vesnice, část obce Holín v okrese Jičín. Nachází se asi 2 km na severozápad od Holína a žije zde 128 obyvatel. Je součástí stejnojmenného katastrálního území o rozloze 1,9 km2.
V bezprostřední blízkosti Prachova se nachází komplex Prachovských skal, přírodní rezervace. Východně od vesnice se zvedá vrch Přivýšina (464 m).

## Historie
Na místě dnešní vesnice se nacházelo opevněné sídliště z mladší doby kamenné. Od obranných valů se pak odvíjel i původní název místa – Valy. První písemná zmínka o obci pochází z roku 1533 v Deskách zemských, kdy obec patří k panství Veliš. Později se jméno obce vyskytuje v roce 1546 v souvislosti s pustým hradem Brada a v roce 1606 opět s hradem Veliš. Nelze plně určit, jak název vesnice vznikl. Jedna z hypotéz uvádí, že šlo o pojmenování podle vlastníka dvora, tedy Prachův dvůr. Jiná zas odvozuje název Prachov podle místa – vesnice leží u pískovcových skal, ve kterých vzniká větráním prach.
V roce 1866 se stala obec jedním z míst bitvy u Jičína během prusko-rakouské války, působil zde 18. pluk pruské armády. Ta tuto událost odkazuje několik pomníků v obci i zmínka v lidové písni:
| „                                                                                | Však po dvanácté hodině od Turnova k Jičínu Přišla nepřátelská vojska, rozloží se k Holínu U Prachova po skalinách v lese se jen hemžili ke Knižnicům a k Cidlině silně se rozstavili | “ |
| — Nowá piseň ze severního bogiště bliže města Jičina dne 29. června roku 1866... | |   |

V roce 1886 byla z popudu Ervína Šlika postavena turistická restaurace V sklípku. R. 1924 ji nahradla Turistická chata Prachov Klubu československých turistů. V roce 1907 byl založen Lezecký kroužek Prachov, jeden z nejstarších českojazyčných horolezeckých oddílů. Na počátku 20. století byla obec malá a chudá, přičemž příjmy jí zajišťovalo zejména lesnictví a turismus. Ve dvacátých letech 20. století muselo být kvůli Bekyni mnišce vykáceno 150 hektarů lesa v okolí Prachova.
V roce 2001 zde trvale žilo 98 obyvatel. V roce 2009 zde bylo evidováno 69 adres.

## Pamětihodnosti a zajímavosti
- Prachovské skály
- Muzeum přírody Český ráj
- Pomníky z prusko-rakouské války r. 1866